# 恋は舞い降りた
「恋は舞い降りた」（こいはまいおりた）は、七緒香のデビューシングル。

## 内容
B'zのギタリスト、松本孝弘が作曲・編曲(徳永暁人のと共同編曲)・プロデュースまで手がけた作品。冒頭のイントロでは、ピアノ部分がB'zを意識したメロディーになっている。映画『恋は舞い降りた。』主題歌(正確にはエンディングテーマ)に起用されたため、作詞を手掛けた七緒自身がこの映画のタイトルに因んで楽曲のタイトルにし、歌詞のフレーズにも取り入れた。音楽番組出演などのプロモーション等は一切行っていなかったがスポットCMが大量にオンエアされたことと映画のヒットもあり、オリコン20位以内にはランクインできなかったものの、トータルセールス14万枚以上のスマッシュヒットとなった。
アルバム『七音』の他、コンピレーションアルバム『COUNTDOWN BEING』に収録されている。

## 収録曲
1. 恋は舞い降りた
作詞：七緒香、作曲：松本孝弘、編曲：松本孝弘・徳永暁人
フルサイズでPVが制作された。白いTシャツと青いジーンズを着用した七緒香が、暗い室内でテレビに映ったもう一人の自分の歌う姿を撮影しながら歌唱する様子や、青空のもとで歌唱する様子を収録。
2. GO WAY
作詞：七緒香、作曲：松本孝弘、編曲：松本孝弘・徳永暁人
3. 恋は舞い降りた (original karaoke)

## 参加ミュージシャン
- 松本孝弘（B'z） - ギター
- 小野塚晃（DIMENSION） - キーボード
- 生沢佑一（TWINZER） - コーラス
- 宇徳敬子 - コーラス